# Primera División de Montenegro 2020-21
La Primera División de Montenegro 2020-21 será la edición número 15 de la Primera División de Montenegro. La temporada comenzara el 14 de agosto de 2020 y terminara en mayo de 2021.
Budućnost es el campeón defensor tras ganar su cuarto título la temporada anterior.

## Ascensos y descensos
| Pos. | Descendidos de Primera División 2019-20 |
| ---- | --------------------------------------- |
| 9.º  | Kom                                     |
| 10.º | Grbalj                                  |

| Pos. | Ascendidos de Segunda División 2019-20 |
| ---- | -------------------------------------- |
| 1.º  | Dečić                                  |
| 2.°  | Jezero                                 |

## Sistema de competición
Los 10 equipos participantes jugaran entre sí todos contra todos, cuatro veces totalizando 36 partidos cada uno, al término de la jornada 36 el primer clasificado obtendrá un cupo para la Primera ronda de la Liga de Campeones 2021-22, mientras que el segundo y tercer clasificado obtendrán un cupo para la Primera ronda de la Liga de Conferencia Europa 2021-22. Por otro lado el último clasificado descenderá a la Segunda División de Montenegro 2021-22, mientras que los dos penúltimos jugaran los Play-offs de relegación contra el segundo y tercero de la Segunda División de Montenegro 2020-21 para determinar quien participará en la Primera División de Montenegro 2021-22.
Un tercer cupo para la primera ronda de la Liga de Conferencia Europa 2021-22 será asignado al campeón de la Copa de Montenegro.

## Equipos participantes
| Equipo    | Ciudad      | Estadio                 | Capacidad |
| --------- | ----------- | ----------------------- | --------- |
| Budućnost | Podgorica   | Stadion pod Goricom     | 15.230    |
| Dečić     | Tuzi        | Estadio Tuško polje     | 2.000     |
| Iskra     | Danilovgrad | Braće Velašević         | 2.500     |
| Jezero    | Plav        | Estadio Pod Racinom     | 2.500     |
| Petrovac  | Petrovac    | Stadion pod Malim brdom | 1.630     |
| Podgorica | Podgorica   | DG Arena                | 1.500     |
| Rudar     | Pljevlja    | Stadion pod Golubinjom  | 5.140     |
| Sutjeska  | Nikšić      | Stadion kraj Bistrice   | 5.214     |
| Titograd  | Podgorica   | FK Mladost              | 2.000     |
| Zeta      | Golubovci   | Stadion Trešnjica       | 4.000     |

## Tabla de posiciones
| Pos. | Equipo        | Pts. | PJ | G  | E  | P  | GF | GC | Dif. | Clasificación y descenso 2021–22               |
| ---- | ------------- | ---- | -- | -- | -- | -- | -- | -- | ---- | ---------------------------------------------- |
| 1    | Budućnost (C) | 85   | 36 | 27 | 4  | 5  | 65 | 29 | +36  | Primera ronda de la Liga de Campeones          |
| 2    | Sutjeska      | 57   | 36 | 15 | 12 | 9  | 56 | 34 | +22  | Primera ronda de la Liga de Conferencia Europa |
| 3    | Dečić         | 54   | 36 | 13 | 15 | 8  | 39 | 28 | +11  | Primera ronda de la Liga de Conferencia Europa |
| 4    | Podgorica     | 52   | 36 | 15 | 7  | 14 | 39 | 38 | +1   | Primera ronda de la Liga de Conferencia Europa |
| 5    | Zeta          | 45   | 36 | 13 | 7  | 16 | 34 | 41 | −7   |                                                |
| 6    | Jezero        | 45   | 36 | 12 | 9  | 15 | 28 | 34 | −6   |                                                |
| 7    | Rudar         | 45   | 36 | 13 | 6  | 17 | 38 | 50 | −12  |                                                |
| 8    | Iskra (O)     | 44   | 36 | 9  | 17 | 10 | 28 | 29 | −1   | Promoción por la permanencia                   |
| 9    | Petrovac (O)  | 32   | 36 | 7  | 11 | 18 | 29 | 45 | −16  | Promoción por la permanencia                   |
| 10   | Titograd (D)  | 31   | 36 | 7  | 10 | 19 | 23 | 51 | −28  | Descenso a la Segunda División 2021-22         |

Actualizado a los partidos jugados el 25 de mayo de 2021.
 Fuente: Soccerway
Notas:
1. ↑  A Zeta se le redujo 1 punto tras abandonar el campo en el partido de la novena jornada.[4]

## Tabla de resultados cruzados
| Local \ Visitante | BUD | DEC | ISK | JEZ | PET | POD | RUD | SUT | TIT | ZET |
| ----------------- | --- | --- | --- | --- | --- | --- | --- | --- | --- | --- |
| Budućnost         | —   | 2–2 | 1–0 | 2–1 | 2–1 | 1–0 | 4–2 | 1–0 | 3–1 | 3–0 |
| Dečić             | 2–0 | —   | 2–0 | 0–0 | 1–0 | 0–3 | 4–1 | 1–1 | 3–0 | 0–0 |
| Iskra             | 0–2 | 0–0 | —   | 1–0 | 1–0 | 1–1 | 0–1 | 3–0 | 1–1 | 0–0 |
| Jezero            | 0–2 | 0–0 | 0–2 | —   | 2–0 | 0–0 | 1–0 | 0–2 | 1–0 | 1–1 |
| Petrovac          | 0–1 | 1–1 | 1–0 | 0–1 | —   | 0–1 | 1–1 | 1–1 | 1–3 | 1–1 |
| Podgorica         | 4–0 | 1–1 | 1–1 | 1–0 | 1–3 | —   | 2–0 | 1–1 | 2–0 | 0–1 |
| Rudar             | 1–2 | 0–2 | 4–0 | 0–1 | 1–0 | 1–0 | —   | 0–4 | 3–1 | 0–3 |
| Sutjeska          | 0–1 | 1–1 | 3–2 | 0–1 | 3–3 | 3–0 | 2–0 | —   | 3–0 | 0–2 |
| Titograd          | 0–4 | 1–1 | 1–1 | 1–0 | 2–2 | 1–0 | 0–2 | 0–0 | —   | 1–0 |
| Zeta              | 0–2 | 0–2 | 0–1 | 1–0 | 1–0 | 1–1 | 2–1 | 0–1 | 1–0 | —   |

| Local \ Visitante | BUD | DEC | ISK | JEZ | PET | POD | RUD | SUT | TIT | ZET |
| ----------------- | --- | --- | --- | --- | --- | --- | --- | --- | --- | --- |
| Budućnost         | —   | 2–0 | 1–0 | 3–2 | 0–2 | 1–2 | 3–1 | 1–1 | 1–0 | 0–1 |
| Dečić             | 0–4 | —   | 0–0 | 0–0 | 1–1 | 0–1 | 0–1 | 2–1 | 1–0 | 3–1 |
| Iskra             | 1–1 | 2–1 | —   | 1–1 | 0–0 | 1–0 | 2–0 | 0–0 | 1–1 | 1–1 |
| Jezero            | 1–2 | 1–0 | 0–0 | —   | 1–0 | 3–2 | 1–2 | 0–2 | 0–0 | 0–1 |
| Petrovac          | 1–4 | 0–0 | 1–0 | 0–2 | —   | 2–1 | 3–1 | 1–3 | 0–0 | 0–2 |
| Podgorica         | 0–1 | 0–3 | 1–0 | 2–1 | 0–1 | —   | 2–1 | 0–4 | 2–1 | 2–1 |
| Rudar             | 1–1 | 0–0 | 0–0 | 4–2 | 2–0 | 1–0 | —   | 0–2 | 4–2 | 0–1 |
| Sutjeska          | 0–1 | 1–2 | 2–2 | 0–0 | 2–1 | 1–1 | 1–1 | —   | 1–2 | 4–3 |
| Titograd          | 0–2 | 1–0 | 0–0 | 1–2 | 1–0 | 0–1 | 0–0 | 0–4 | —   | 0–2 |
| Zeta              | 0–1 | 1–2 | 0–2 | 0–1 | 1–1 | 1–3 | 2–4 | 0–2 | 2–1 | —   |

| 1. |